# NGC 3967
NGC 3967 este o galaxie lenticulară situată în constelația Cupa. A fost descoperită în 19 mai 1881 de către Ernst Wilhelm Tempel. Se află la o distanță de 54,95 de megaparseci de Pământ.